# Julian Von Moos
Julian Von Moos (ur. 1 kwietnia 2001 w Münsterlingen) – szwajcarski piłkarz występujący na pozycji napastnika w szwajcarskim klubie FC Basel oraz w reprezentacji Szwajcarii U-20.

## Kariera klubowa

### FC Basel
9 lipca 2018 podpisał kontrakt z klubem FC Basel. Zadebiutował 25 maja 2019 w meczu Swiss Super League przeciwko Neuchâtel Xamax (4:1), w którym zdobył swoją pierwszą bramkę. W sezonie 2018/19 jego zespół zajął drugie miejsce w tabeli zdobywając wicemistrzostwo Szwajcarii. 17 września 2020 zadebiutował w kwalifikacjach do Ligi Europy w meczu przeciwko NK Osijek (1:2).

### FC Wil
7 lutego 2020 został wysłany na półroczne wypożyczenie do drużyny FC Wil. Zadebiutował 8 lutego 2020 w meczu Swiss Challenge League przeciwko SC Kriens (2:0). Pierwszą bramkę zdobył 30 czerwca 2020 w meczu ligowym przeciwko Grasshopper Club Zürich (4:1).

## Kariera reprezentacyjna

### Szwajcaria U-20
W 2020 roku otrzymał powołanie do reprezentacji Szwajcarii U-20. Zadebiutował 7 października 2020 w meczu towarzyskim przeciwko reprezentacji Niemiec U-20 (3:1).

## Statystyki

### Klubowe
(aktualne na dzień 4 stycznia 2021)
| Klub               | Sezon              | Liga                   | Liga  | Liga   | Puchar kraju | Puchar kraju | Europa | Europa | Suma  | Suma   |
| Klub               | Sezon              | Liga                   | Mecze | Bramki | Mecze        | Bramki       | Mecze  | Bramki | Mecze | Bramki |
| ------------------ | ------------------ | ---------------------- | ----- | ------ | ------------ | ------------ | ------ | ------ | ----- | ------ |
| FC Basel           | 2018/19            | Swiss Super League     | 1     | 1      | 0            | 0            | 0      | 0      | 1     | 1      |
| FC Basel           | 2019/20            | Swiss Super League     | 2     | 0      | 0            | 0            | 0      | 0      | 2     | 0      |
| FC Basel           | Ogólnie            | Ogólnie                | 3     | 1      | 0            | 0            | 0      | 0      | 3     | 1      |
| FC Wil (wyp.)      | 2019/20            | Swiss Challenge League | 13    | 7      | 0            | 0            | –      | –      | 13    | 7      |
| FC Wil (wyp.)      | Ogólnie            | Ogólnie                | 13    | 7      | 0            | 0            | 0      | 0      | 13    | 7      |
| FC Basel           | 2020/21            | Swiss Super League     | 12    | 0      | 0            | 0            | 2      | 0      | 14    | 0      |
| FC Basel           | Ogólnie            | Ogólnie                | 12    | 0      | 0            | 0            | 2      | 0      | 14    | 0      |
| Ogólnie w karierze | Ogólnie w karierze | Ogólnie w karierze     | 28    | 8      | 0            | 0            | 2      | 0      | 30    | 8      |

### Reprezentacyjne
(aktualne na dzień 4 stycznia 2021)
| Reprezentacja   | Rok     | Mecze | Bramki |
| --------------- | ------- | ----- | ------ |
| Szwajcaria U-20 |         |       |        |
| 2020            | 1       | 0     |        |
| Ogólnie         | Ogólnie | 1     | 0      |

| Mecze i gole w reprezentacji | Mecze i gole w reprezentacji | Mecze i gole w reprezentacji | Mecze i gole w reprezentacji | Mecze i gole w reprezentacji | Mecze i gole w reprezentacji | Mecze i gole w reprezentacji | Mecze i gole w reprezentacji |
| Lp.                          | Data                         | Miejsce                      | Gospodarz                    | Gość                         | Wynik                        | Gol                          | Rozgrywki                    |
| ---------------------------- | ---------------------------- | ---------------------------- | ---------------------------- | ---------------------------- | ---------------------------- | ---------------------------- | ---------------------------- |
| 1.                           | 07.10.2020                   | Lörrach                      | Niemcy U-20                  | Szwajcaria U-20              | 3:1                          |                              | Mecz towarzyski              |

## Sukcesy

### FC Basel
- Wicemistrzostwo Szwajcarii (1×): 2018/2019